# Maren Nyland Aardahl
Maren Nyland Aardahl (Trondheim, 2 de março de 1994) é uma jogadora de handebol norueguesa.

## Carreira

### Carreira nos clubes
Aardahl começou sua carreira em Byåsen, onde durante a temporada 2015/16 conquistou a prata na série de elite - quatro pontos atrás de Larvik. Byåsen ficou em quarto lugar na Eliteserien 2016/17 e em 2017/18. Na temporada 2018/19, terminou na sexta colocação. Ela foi para o clube alemão da Bundesliga SG BBM Bietigheim em 2019. Bietigheim ficou em segundo lugar na Bundesliga no handebol feminino 2019/20. Ela jogou pelo SCM Râmnicu Vâlcea na temporada 2020/21, eles terminaram em terceiro lugar na Liga Națională nesta temporada. Em 2021, ela foi para Odense Håndbold.

### Carreira internacional
Ela fez sua estreia na seleção norueguesa feminina de handebol contra a Eslovênia em 10 de outubro de 2021 e foi selecionada para a seleção norueguesa para o Campeonato Mundial de 2021 na Espanha. Aardahl foi uma importante jogadora de defesa nesta Copa do Mundo que a Noruega venceu depois de derrotar a França por 29-22 na final. Nos Jogos Olímpicos de Verão de 2024, em Paris, conquistou a medalha de ouro no torneio feminino do handebol, após vencer na final confronto contra a equipe francesa por 29–21.